# Forest-en-Cambrésis
Forest-en-Cambrésis település Franciaországban, Nord megyében. Lakosainak száma 558 fő (2022. január 1.). Forest-en-Cambrésis Vendegies-au-Bois, Solesmes, Bousies, Le Cateau-Cambrésis, Croix-Caluyau, Montay, Neuvilly, Ors és Pommereuil községekkel határos.

## Népesség
A település népességének változása:
| Lakosok száma | 534  | 544  | 559  | 565  | 565  | 570  | 575  | 566  | 558  |
|               | 2013 | 2015 | 2016 | 2017 | 2018 | 2019 | 2020 | 2021 | 2022 |